# Aaron Neville
Aaron Neville (New Orleans, 1941. január 24. –) amerikai R&B és soul énekes.

## Pályakép
Boldog, hívő családba született. Afroamerikai illetve indián származásából eredeztethetően sokoldalú lett zenéje. Elég hamar sikeres lett. Ugyanakkor a kábítószerezés fenyegette karrierjét.
Aaron Neville legismertebb slágerei a Tell It Like It, az Everybody Plays the Bolon, a Don't Take Away My Heaven. Négy platina albuma és négy Top 10 slágere van.
Egyéni fellépései mellett a híres Neville Brothers együttessel is fellépett testvéreivel. 

## Lemezek

### Szólólemezei
- 1986: Mickey Mouse March
- 1991: Warm Your Heart
- 1997: To Make Me Who I Am
- 2000: Devotion
- 2002: Humdinger
- 2003: Believe
- 2003: Nature Boy: The Standards Album
- 2005: Gospel Roots
- 2005: Christmas Prayer
- 2006: Mojo Soul
- 2006: Bring It On Home… The Soul Classics
- 2011: I Know I've Been Changed

- 2013: My True Story
- 2016: Apache